# 金宇街道
金宇街道是中国海南省海口市龙华区下辖的一个街道。街道办位于南沙路63号。

## 辖区范围
东至龙昆南路；南至南海大道，与城西镇隔路相望；西至金牛路，沿金垦路至农垦机械厂与海垦街道接壤；北至金宇东路，与大同街道相邻。

## 行政区划
金宇街道下辖
- 银湖社区
- 昌茂社区
- 面前坡社区
- 坡博社区
- 坡巷社区